# Hajnik Károly

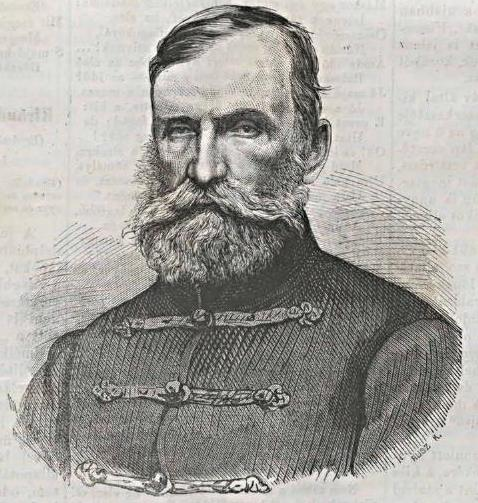
Hajnik Károly portréja a Vasárnapi Ujságban

Hajnik Károly (Pozsony, 1806. december 10. – Buda, 1866. szeptember 21. ) országgyűlési gyorsíró, hírlapíró, lapszerkesztő.

## Életpályája

### Fiatal évei
Anyja Markovics Antónia. Alig hároméves korában apját, idősebb Hajnik Pált elveszítette, édesanyja nevelte fel.
1815-től a pesti, egy évig a váci piarista gimnáziumba járt. Érdeklődő, igyekvő tanuló volt. Jó eredményekkel végez. Beiratkozik a pesti egyetemre, hogy jogi tanulmányokat folytasson. A jogtudomány iránti vonzalmának felébresztésében biztosan nagy szerepet játszik a családi hagyomány is. Elsősorban apjának – immár csak közvetett – példája, aki ugyanis korának híres jogtudósa volt, a magán- és büntetőjog, később a statisztika és a bányajog egyetemi tanára, a Historia Juris Hungarici (1808, Buda), a magyar jog történetét Szent Istvántól I. Ferencig tárgyaló mű szerzője.
A család hírnévre szert tett tagjai mind jogvégzett emberek voltak: például ifjabb Hajnik Pál (1808-1864), akit a Batthyány-kormány Pest rendőrségének parancsnokává nevezett ki. Továbbá Hajnik János (1811-1887) gazdasági író. Róla engedtessék meg egy kevéssé ismert, ám érdekes kultúrtörténeti tényt megemlíteni: ő készítette el Széchenyi István halotti címerének rajzát 1860-ban. Említsük még meg Hajnik Imre (1840-1902) jogtörténetírót, sőt Hajnik Károly anyai nagyapját, Markovics Mátyás (1751-1832) jogtudóst
Jogi tanulmányainak befejezése után ügyvédi vizsgát tett, megkapta az I. Ferenc császár nevében kiadott ügyvédi diplomáját. Ezután Temesváron lett aljegyző. A pályafutása elején készült portréján egy karosszékben ülő, balját kardja markolatán pihentető, derűs, nyílt tekintetű, erőt és ambíciót sugárzó tartású férfiút láthatunk. Belőle válik néhány évvel később az első magyar országgyűlési gyorsíró.

### Pályaív
Gáti Istvánnak a magyar gyorsírás megteremtésére vonatkozó első, 1769-es kísérlete után a tulajdonképpeni gyorsírás 1802-ben kezdődik Magyarországon. Egy Johann Caspar Danzer nevű osztrák őrnagy ekkor ülteti át Samuel Taylor angol rendszerét latinra, majd németre. Danzer munkáját Kovács Imre 1821-ben átdolgozta magyar nyelvre. Temesvári aljegyző korában Hajnik Károly ebből az áttételből tanulta meg a rendszert: egy kaputos rabbal diktáltat magának. Évekig gyakorolja a gyorsírást, hogy azután Pozsonyban mint első magyar országgyűlési gyorsíró szerepeljen. Nem elégszik meg azonban a Taylor-rendszer elsajátításával, hanem maga alkotta jelekkel ki is egészíti, így még a leggyorsabb beszédű szónokokat is követni tudja. Öt nyelven beszélt, magyarul, latinul németül gyorsírt.
Hajnik Károly tehát már az 1832-36-os pozsonyi országgyűlésen gyorsan, pontosan és szó szerint képes volt feljegyezni az elhangzó beszédeket. Meg kell jegyezni, hogy ezeket a gyorsírással rögzített országgyűlési jegyzőkönyveket nem szabad összetéveszteni az Országgyűlési Tudósításokkal. Ezek számai nem gyorsírásos és nem szó szerinti közlései a tárgyalásoknak, hanem rendes folyóírással készült publicisztikai művek. Ezek az első magyar politikai hírlapszámok Kossuth Lajos szerkesztésében. Az akkori kormány a sokszorosításukhoz nem engedélyezett könyvnyomdát, sőt kőnyomatos sokszorosításukat is meghiúsította. Az országgyűlési ifjak ezért kénytelenek voltak a szükséges példányszámban rendes kézírással másolni őket (1835 végétől 1836 tavaszáig Törvényhatósági Tudósítások a cím). Az országgyűlési jegyzőkönyveket ugyanis később mindig kinyomtatták.
Az érdekesség kedvéért idézzük az egyik ilyennek meglehetősen hosszú címlapját:
„Felséges Első Ferencz Ausztriai Császár, Magyar és Cseh Ország koronás királyától Po'sony Szabad királyi várossában 1832-ik esztendőben, karácsony havának 6-ik napjára rendeltetett Magyar Ország Gyűlésnek jegyzőkönyve”. Vl. darab. (Po'sony. Nyomtattatott Belnay, Landerer, Schmid és Wébemél, 1834) – A nyomtatás alapja a Hajnik Károly által gyorsírt szöveg volt.

Hajnik Károly síremléke

Az 1840-es évek elején főúri barátai, közöttük Batthyány Lajos gróf, elküldték Hajnikot Münchenbe Franz Xaver Gabelsbergerhez, hogy tanulmányozza a világhírű gyorsíró rendszerét. Minden költségét Batthyány viselte. Visszatérve Hajnik azonban a Taylor-rendszer híve maradt. 1843. április 10-én Kossuth Lajos megszervezte az első magyar gyorsíróversenyt, s ő maga diktálta a versenyszöveget. Hajnik Károly nagy elismerésben részesült: az eredményhirdetéskor Kossuth Lajos méltatta munkásságát.
Az említett 1832-36-os pozsonyi országgyűlést követően Hajnik Károly szerkesztette a magyarországi és erdélyi országgyűlések gyorsírási naplóit (1843-44-ben mindkét Tábláét). A magyar minisztérium 1848-ban állandó országgyűlési főnökké nevezte ki és politikai megbízást is ad neki: Erdély kormánybiztosa lett. Természetesen jelen volt az 1848-as erdélyi országgyűlésen. Ő hozta meg Pestre az Erdéllyel való Unió kimondásának hírét.
A szabadságharc leverését követő megtorlás és önkényuralom idején megszűnik az alkotmányos élet, nincs országgyűlés, Hajnik Károly elesett az országgyűlési gyorsírói pályától. Évekig könyvesbolti eladó volt, majd az irodalomnak élt. Megszerkesztette a Vasárnapi Könyvtár 30 kötetét, majd a Hírmondó és a Képes Újság című néplapokat szerkesztette, és visszaemlékezéseket közölt. 1857-től 1862-ig a Magyar Sajtó szerkesztője volt.
Az 1860-as évek közepén gyorsírási rendszerének taníthatósága és korszerűsége gondot okozott. 1865-ben helyét az országgyűlési gyorsírásban fiatalabb erőkkel töltötték be, akik már a modern gyorsírást alapozzák meg.
Később kedélye megromlott, betegség gyötörte, gyakran panaszkodott, ahogy erről testvéréhez, Pálhoz 1866. május 21-én írt levele is tanúskodik, végül szeptember 21-én, Budán hunyt el.

### Emlékezete
- A Németvölgyi temetőben helyezték végső nyugalomra. Innen 1963-ban a Fiumei úti sírkertbe, a 17/1 parcellába helyezték át nyughelyét.
- 1985-ben felvette nevét a Budapest VII. Murányi utca 10. szám alatti Hajnik Károly Közgazdasági Szakközépiskola és Gimnázium, amelynek falai között állandó emlékkiállítást rendeztek be, és 1985-től kezdve hagyománnyá vált, hogy minden év december 10-én, Hajnik Károly születése évfordulóján iskolai rendezvénnyel emlékezzenek rá.
- Az 1843-ban Kossuth Lajos által meghirdetett első magyar „gyorsírászati verseny” emlékére a Magyar Gyorsírók és Gépírók Országos Szövetsége 2003-ban országos tanulói gyorsírói, gépírói és szövegszerkesztői versenyt rendeztek.
- 2006-ban, születése 200. évfordulója alkalmából az iskolában színvonalas diákelőadásokra, a Petőfi Irodalmi Múzeumban pedig nemzetközi tudományos konferenciára került sor. Hajnik Károly iskolai márvány emléktáblájának megkoszorúzása után a tanulók és a tanári kar képviselői a Fiumei úti temetőbe vonultak, és itt a Himnusz hangjai mellett sírján is elhelyezték a kegyelet és az emlékezés koszorúját.
- A Hajnik Károly nevét viselő egyetlen közintézményt, a Murányi utcai közgazdasági szakközépiskolát 22 évi fennállás után, 2007. július 1-jei hatállyal a Fővárosi Önkormányzat az iskolabezárások és -összevonások keretében, jogutód iskola kijelölésével megszüntette.